# پینگلاپ
پینگلاپ یک آب‌سنگ حلقوی در اقیانوس آرام و منطقه شهرداری در ایالت پوناپی، ایالات فدرال میکرونزی است. این آب‌سنگ حلقوی، سه آبخوست «پینگلاپ»، «سوکورو»، و «دائکائه» را در بر می‌گیرد که با یک صخره و تالاب داخلی به یکدیگر وصل می‌شوند. از میان این سه آبخوست، تنها پینگلاپ دارای ساکنان است. این آبخوست ۲۵۵ نفر جمعیت دارد. در هنگام بیشینه مد، مساحت کل این آب‌سنگ حلقوی ۱/۸ کیلومتر مربع (۴۵۵ هکتار) و در هنگام کمینه مد، کمتر از ۴ کیلومتر (۲٫۵ مایل) است. مردم آب‌سنگ حلقوی پینگلاپ به زبان پینگلاپی صحبت می‌کنند.

## تاریخچه
نخستین اروپایی وارد شده به این آبخوست کاپبتان «توماس ماسگرِیو» با کشتی «شوگِر کِین» بود. کاپیتان «مک‌آسکیل» نیز با کشتی «لیدی بارلو» بار دیگر در سال ۱۸۰۹ به این آبخوست وارد شد. اشتباه در اندازه‌گیری موقعیت مکانی باعث شد که در نقشه‌های سده ۱۹ (میلادی) به نام‌های «آبخوست‌های ماسگریو» و «آبخوست‌های مک‌آسیل» جزایر کارولین خوانده شود.
به صورت تاریخی، یک سامانه پادشاهی مطلقه موروثی به نام "رئیس برتر" بر مردم آبخوست فرمان می‌رانده است. در هنگام جنگ جهانی اول در اکتبر ۱۹۱۴ نیروهای امپراتوری استعماری ژاپن آب‌سنگ حلقوی پینگلاپ را اشغال کردند. سامانه پادشاهی موروثی در این دوران نیز همچنان برقرار بود اما نام آن به «آبخوست مَجیسترِیت» تغییر کرد.
در هنگام جنگ جهانی دوم امپراتوری استعماری ژاپن از بخش جنوبی آب‌سنگ حلقوی به عنوان پایگاه پشتیبانی در جبهه اقیانوس آرام استفاده کرد. نیروهای متفقین به این منطقه حمله کردند. حضور نیروهای نظامی خارجی باعث بیماری‌های گوناگونی چون سوزاک، سل، و دیسانتری شد. در پیامد این بیماری‌ها میزان کلی باروری و جمعیت آب‌سنگ حلقوی از ۱۰۰۰ به ۸۰۰ نفر کاهش یافت.
ورود نیروی دریایی ایالات متحده آمریکا در ۱۹۴۵ باعث برگزاری انتخابات دموکراتیک به جای پادشاهی موروثی گذشته و کاهش قدرت "رئیس برتر" شد. در سال‌های پس از آن، آموزش ابتدایی برای کودکان فراهم شده و درمانگاههای کوچکی برای درمان بیماری‌های شیوع یافته در دوره جنگ برپا شد.
در دهه ۱۹۶۰ (میلادی) سپاه صلح و نیروی هوایی ایالات متحده آمریکا در آبخوست اصلی مستقر شدند. در ۱۹۷۸ و همزمان با آغار ساخت یک میدان هوایی، نیروی هوایی ایالات متحده آمریکا یک پایگاه دفاع موشکی و اسکله در شمال خاوری آبخوست ساخت. ساخت باند فرودگاه در ۱۹۸۲ پایان یافت. هم‌اکنون شرکت هواپیمایی «کارولین آیلندز ایر» دو یا سه پرواز در هفته از و به این میدان هوایی دارد.

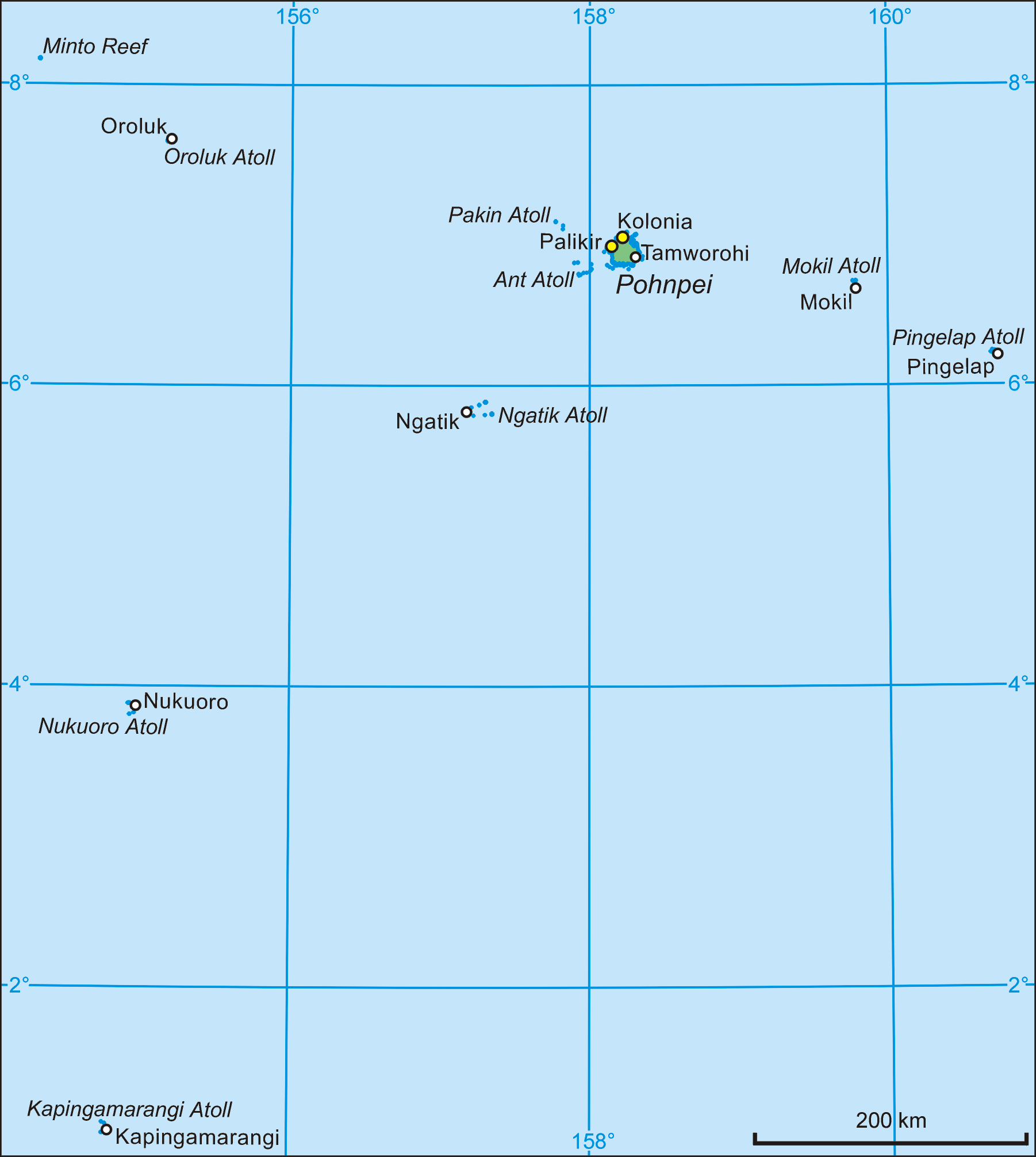
نقشه ایالت پوناپی که پینگلاپ در خاوری‌ترین بخش آن است.

## آب و هوا
پینگلاپ اقلیم گرمسیری دارد و دمای هوای آن در طول سال، گرم است. بارش سالانه در آن بالا است و در همه سال در آن باران می‌بارد.

## کور رنگی کامل
بخش بزرگی از مردم پینگلاپ یاخته مخروطی در قرنیه چشم را نداشته و فقط یاخته استوانه‌ای دارند و کاملاً کوررنگ (آکروماتوپسیا) هستند. این مشکل در اختلال ژنتیکی چیرگی این مردم ریشه دارد.
آکروماتوپسیای کامل معمولاً بسیار کمیاب است و همه‌گیری آن در پینگلاپ به سال ۱۷۷۵ باز می‌گردد. در سال ۱۷۷۵ طوفان شدیدی باعث مرگ بسیاری از مردم شد. به گونه‌ای که تنها ۲۰ نفر زنده ماندند. این تعداد کم باعث ایجاد گلوگاه جمعیت شد. به نظر می‌رسد که رئیس قبیله آن زمان به نام «دوهکاایسا موانِنیسِد» باعث این مشکل باشد. اما آکروماتوپسیا تا چهار نسل پس طوفان بروز نکرد. ٪۴/۷ از نسل چهارم به کور رنگی مبتلا شدند. چون آکروماتوپسیا یک اختلال چیرگی است، ازدواج و تولد میان نوادگان «دوهکاایسا موانِنیسِد» باعث افزایش توالی آلِل پیشرفته (چیرگی) شد. با تولد نسل ششم، درصد مبتلایان به این اختلال به ٪۴/۹ رسید. پژوهش‌های ژنتیکی نشان دادند که همه این مشکلات به اثر بنیان‌گذار و درون‌زایی نسل‌های وابسته به همان رئیس قبیله باز می‌گردند.
امروز، آب‌سنگ حلقوی پینگلاپ مورد توجه پژوهشگران نسل‌شناس است. زیرا مردم آن خزانه ژنی کوچک و نرخ رشد جمعیت بالایی دارند. اکنون ٪۱۰ مردم مبتلا به آکروماتوپسیا و ٪۳۰ بدون داشتن بیماری، حامل بیماری آن در ژن خود هستند. این تعداد در مقایسه با ایالات متحده آمریکا که از هر ۳۳,۰۰۰ نفر یک نفر (٪۰/۰۰۳) مبتلا است چشمگیر است. عصب‌شناس پرآوزاه الیور ساکس در کتاب خود آبخوست کوررنگ‌ها به مردم پینگلاپ اشاره کرده‌است.
گفته می‌شود که ماهی‌گیران آبخوست پینگلاپ در هنگام تابش خورشید، مشکل دید دارند. اما در شب و نور کم می‌توانند بهتر از مردم عادی ببینند. بنابراین آن‌ها در هنگام شب در قایق، یک مشعل را روشن کرده و می‌چرخانند تا دسته پرنده‌ماهی را به سوی خود بکشند و ماهی‌ها را شکار کنند. پرنده‌ماهی‌ها مشعل را مانند ماه می‌بینند. احتمالاً توانایی دید در شب مردم پینگلاپ به دلیل بالا بودن تعداد بالای یاخته‌های استوانه‌ای است.